# Antonio Vendettini
Antonio Vendettini (Pereto, 3 dicembre 1704 – Pereto, 26 gennaio 1781) è stato uno storico italiano.

## Biografia
Antonio Bruno Gaetano, figlio di Ercole Antonio e Bernardina, nacque a Pereto il 3 dicembre 1704, all'ora quarta della notte. Battezzato il 7 dicembre 1704 dall'arciprete Berardino Penna; ebbe come padrino don Domenico Mansia di Venezia.
Sposò il 28 settembre 1738 Maria Berti, figlia di Bartolomeo Berti, romano, e Flavia Cantori. Marianna era nipote del servo di Dio Girolamo Berti, elemosiniere di papa Innocenzo XII. La vita di Girolamo Berti fu data alle stampe nel 1741 e dedicata al conte Antonio.
Di Antonio parla
- Ficoroni Francesco de', Le memorie ritrovate nel territorio e della prima, e seconda città di Labico... Roma 1745.
- Cassio Alberto, Corso dell'acque antiche portate da lontane contrade fuori e dentro Roma sopra XIV acquidotti e delle moderne e in essa nascenti coll'illustrazione di molte antichità che la stessa città decoravana etc., Roma 1756-1757.

Ed è sempre lui quello riportato con il nome di Antonio Vendetti juniore da Pietro Antonio Corsignani, “che ha esercitato nelle corti di Roma è figlio di Ercole-Antonio che fu nobile del marchese di Priè già ambasciatore in Roma sotto Clemente XI”. Sarebbe stato questo Antonio a fornire a Pietro Antonio Corsignani le notizie della sua famiglia, che verranno poi pubblicate nella Reggia Marsicana nel 1738. Il Corsignani sarà anche padrino del figlio Luigi Filippo, come riportato dall'atto di nascita.
Antonio fu nominato il 1º ottobre 1777 per tre mesi Magistrato romano.
Morto a Pereto il 26 gennaio 1781 a 76 anni, registrato con i titoli di Conte e Patrizio romano; sepolto in una capsula lignea nel proprio sepolcro di famiglia nella chiesa di San Giorgio martire in Pereto. Marianna Berti, figlia di Bartolomeo Berti e Flavia Cantori, moglie di Antonio, morta a Pereto il 26 febbraio 1786 a 80 anni circa, fu sepolta in una capsula lignea nel sepolcro della famiglia Vendetti nella chiesa di San Giorgio martire in Pereto.
Antonio e Marianna ebbero undici figli: Maria Walburga, Maria Angela, Giuseppe Maria, Aloisio, Bernardina, Filippo, Geronimo, Irene, Ercole Francesco e due bambini morti appena nati.
La dinastia nobile termina con il figlio Giuseppe Maria.

## Opere
- Serie cronologica de' senatori di Roma illustrata con documenti dal conte Antonio Vendettini conservatore dedicata a sua eccellenza il signor d. Abondio Rezzonico .., Roma 1778, presso Giovanni Generoso Salomoni.
- Del Senato romano, opera postuma del conte Antonio Vendettini dedicata alla santità di nostro signore papa Pio Sesto,... dal conte Giuseppe Maria Vendettini,..., Roma 1782, presso Salomoni. Come riportato nel titolo, questa pubblicazione fu data alle stampe dal figlio Giuseppe Maria. Nelle prime pagine dell'opera è inciso un suo ritratto.